# Franco Modigliani
Franco Modigliani (Roma, Regne d'Itàlia, 18 de juny de 1918 - Cambridge, EUA, 2003) fou un economista italià, nacionalitzat estatunidenc, guardonat amb el Premi del Banc de Suècia de Ciències Econòmiques l'any 1985.

## Biografia
Va néixer en una família de religió jueva. L'any 1939 va abandonar el seu país país davant l'amenaça feixista als seus orígens jueus així com al seu posicionament polític antifeixista i s'establí a la ciutat de Nova York. En aquesta ciutat va iniciar els seus estudis d'economia a The New School, sota la direcció de Jacob Marschak, i en la qual es doctorà el 1944. L'any 1946 aconseguí la ciutadania nord-americana.
El 1948 fou nomenat professor a la Universitat d'Illinois, posteriorment de la Universitat de Carnegie Mellon, i el 1962 s'incorporà a l'Institut Tecnològic de Massachusetts, on tingué entre d'altres a Robert Merton entre els seus estudiants. Morí el 25 de setembre de 2003 a la ciutat de Cambridge, situada a l'estat nord-americà de Massachusetts.

## Recerca econòmica
Juntament amb Merton Miller va desenvolupar el teorema Modigliani-Miller en el camp de l'economia financera de l'empresa. Aquest teorema afirma que sempre que es compleixin una sèrie de supòsits és indiferent per a l'empresa finançar-se mitjançant l'emissió d'accions (finançament propi) o de deute (finançament aliè).
També va idear la hipòtesi del cicle vital que explica el nivell d'estalvi en l'economia. Modigliani va afirmar que els consumidors tractaven de tenir una nivell d'ingressos estable al llarg de la seva vida pel que estalviaven durant els anys que treballaven i que gastaven durant els seus anys inactius.
L'any 1985 fou guardonat amb el Premi del Banc de Suècia de Ciències Econòmiques "pels seus estudis, pioners, sobre els mercats financers".